# Tori Amos
Tori Amos (Newton, 22 de agosto de 1963), pseudônimo de Myra Ellen Amos, é uma cantora, compositora e pianista norte-americana. Amos esteve à frente de um grupo de cantoras e compositoras no começo da década de 1990, sendo digna de nota, no começo da sua carreira, como uma das poucas cantoras e intérpretes pop que usam o piano como instrumento principal.
É conhecida por suas músicas emocionalmente intensas, que tratam de uma variedade de assuntos, incluindo sexualidade, religião e tragédia pessoal. Alguns dos seus singles mais bem-sucedidos nos charts incluem “Crucify”, “Silent All These Years”, “Cornflake Girl”, “Caught a Lite Sneeze”, “Professional Widow”, “Spark” e “A Sorta Fairytale”.
É casada com Mark Hawley e juntos o casal têm uma filha, Natashya "Tash" Lórien Hawley, nascida em 5 de setembro de 2000.
Tendo um histórico de comentários excêntricos em shows e entrevistas, ganhou a fama de ser altamente idiossincrática. Como crítica social, e algumas vezes ativista, alguns dos tópicos que mais aborda incluem feminismo, religião e sexualidade. Amos vendeu mais de 20 milhões de discos ao redor do mundo até 2019.

## Carreira

### Início da vida
Amos é a terceira filha do Reverendo Dr. Edison e de Mary Ellen Amos, nascida no Hospital Old Catawba, em Newton, Carolina do Norte, durante uma viagem que sua família fazia para Georgetown. Seus avós maternos são de ascendência mista europeia e cherokee oriental; seu avô, Calvin Clinton Copeland, teve uma importância particular em sua infância, sendo um guia e uma grande fonte de inspiração e oferecendo uma alternativa espiritual mais variada do que o Cristianismo estrito e tradicional do seu pai e avó paterna. Aos 2 anos, Amos e sua família mudaram-se para Baltimore, Maryland, onde ela começou a tocar piano. Aos 5 anos, já compunha aos pedaços, e aos nove começou a acrescentar versos a esses pedaços.
Em 1968, enquanto vivia em Rockville, Maryland, entrou para o Peabody Conservatory of Music, em regime de internato. Não havia concluído o curso, aos 11 anos, quando foi expulsa. Amos declarou que perdeu o curso por conta do seu interesse em rock e música pop, aliado ao fato de não gostar de partituras. Dois anos depois, começou a estudar no Montgomery College, já tocando em piano bars, apoiada pelo pai, que mandava fitas a gravadoras, com músicas compostas pela filha.
Virou notícia local ao vencer um concurso de jovens talentos em 1977, cantando a música “More Than Just a Friend”. Como veterana do Richard Montgomery High School, co-escreveu “Baltimore”, com seu irmão, Mike Amos, para uma competição envolvendo os Baltimore Orioles. A música venceu o concurso e se tornou seu primeiro single, relançado em 1980 como single de 7”, apenas para a família e os amigos, contendo outra composição de Amos como b-side, “Walking With You”. Por volta desse período, ela se apresentou com seu nome do meio, Ellen, mas adotou permanentemente Tori depois da indicação do namorado de uma amiga.

### Y Kant Tori Read (1985-1988)
Aos 21, Tori se mudou para Los Angeles para seguir com sua carreira musical, depois de vários anos se apresentando no circuito de piano bar da Costa Leste. Lá, se revirou para gerenciar vários trabalhos, incluindo um comercial de cereal Kellog’s. Em 1985, depois de tocar em um bar à noite, deu carona para um cliente regular do estabelecimento, que a violentou. Uma experiência que seria posteriormente revisitada na música “Me and a Gun”.
Nesse mesmo ano, Amos formou uma banda, Y Kant Tori Read, cujo nome é uma referência aos tempos do Conservatório, onde ela era capaz de tocar músicas no piano simplesmente depois de ouvi-las, mas não conseguia usar partituras. Além de Amos, o grupo era formado por Steve Caton (que depois tocaria guitarra nos seus álbuns), o baterista Matt Sorum, o baixista Brad Cobb, e, por um curto período, o tecladista Jim Tauber. Um ano depois, Tori assinou um contrato de seis discos com a Atlantic Records. Em 1987, apareceu na novela de tribunal “Trial by Jury”, como uma ré. Em julho de 1988, o álbum de estreia de Y Kant Tori Read foi lançado, não tendo uma boa recepção, deixando Amos desanimada e humilhada. Depois do fiasco, Amos começou a trabalhar com outros artistas (incluindo Stan Ridgway, Sandra Bernhard e Al Stewart) como backing vocal. Ela também gravou outra música, chamada “Distant Storm”, para o filme China O’Brien; nos créditos, a música é atribuída a uma banda chamada Tess Makes Good. Foi a única música gravada pela banda, e seu único lançamento comercial foi no filme.
Apesar do embaraço freqüente com relação à Y Kant Tori Read, Amos cantou várias músicas do álbum em seus shows. O álbum está fora de prensagem, e Amos não se interessa em relançá-lo.
A personagem Razor do clássico game para computadores Maniac Mansion, baseia-se na cantora/compositora, quando era vocalista do Y Kant Tori Read; um dos programadores do game possuía um  disco da banda, cuja capa acabou inspirando na criação da personagem, sem jamais prever que futuramente Tori seria tão famosa.

### Carreira solo

#### Estreia e ascensão (1990-1996)
Apesar da má recepção de Y Kant Tori Read, Amos ainda tinha que cumprir seu contrato de seis discos com a Atlantic, que, em 1989, queria um álbum para março de 1990. As primeiras gravações que mostrou foram rejeitadas, com a justificativa de que “a fórmula da garota pianista não ia vender discos em um mercado de grunge, rock, rap e dance music no começo dos anos 90”. Exaustivamente retrabalhado e expandido com a ajuda de Steve Caton, Eric Rosse, Will McGregor, Carlo Nuccio e Dan Nebenzal, o disco acabou cheio de crueza, músicas emotivas recontando sua criação religiosa, despertar sexual, luta para afirmar sua identidade e lembranças do estupro. Os executivos da Atlantic mudaram de ideia ao ouvir a versão atualizada, com planos de promovê-la a herdeira de Joni Mitchell e Laura Nyro, ou ainda uma versão feminina de Elton John. Esperando que o tradicional mercado britânico de mente aberta acolhesse Amos para atingir depois os Estados Unidos, a Atlantic fez com que Amos tocasse em pequenos clubes ingleses no começo de 1991, preparando-a para o lançamento do novo álbum, chamado Little Earthquakes.
Durante esse período, Amos tornou-se amiga do autor Neil Gaiman, que se tornou seu fã após ser homenageado na música “Tear In Your Hand”, e também em entrevistas. A personagem Delírio, da série Sandman, de autoria de Gaiman (ou mesmo sua irmã Morte), é alegadamente baseada em Tori Amos. Gaiman passaria a ser um amigo de longa data e um colaborador. Seu álbum de 2006, Ferret Records, contém um verso de Tori no título (Where’s Neil When You Need Him? - Onde Está Neil Quando Você Precisa Dele?), além de uma música da cantora, Sister Named Desire. Amos também escreveu o prefácio de Morte: O Preço da Vida, outro livro de Gaiman.
Depois de sair em turnê para promover Little Earthquakes, em 1992, Amos viajou para o Novo México com seu parceiro pessoal e profissional, Eric Rosse, em 1993, para escrever e lançar mais amplamente seu segundo álbum solo, Under the Pink. Enquanto as inspirações para o álbum anterior foram acontecimentos na própria vida de Tori, as inspirações para esse foram outras: os trabalhos de Georgia O’Keffee e Salvador Dalí, os livros de Alice Walker, e a princesa russa Anastasia Romanov. Musicalmente, Amos se inspirou em compositores clássicos que ela estudou na infância, e colocou mais foco no seu solo de piano do que na instrumentação da banda. A complexidade musical de fundo clássico é particularmente evidente em faixas como “Icicle”, e “Yes, Anastasia”.
Em junho de 1994, Amos co-fundou o RAINN (The Rape, Abuse and Incest National Network), uma linha de ajuda sem fins lucrativos nos Estados Unidos, que conecta via telefone as vítimas de estupro aos centros de apoio de suas cidades. Em 1995 contribuiu para o álbum de tributos do Led Zeppelin, Encomium, com a música “Down by the Seaside”, um dueto com Robert Plant. Amos também co-escreveu/interpretou uma música chamada “It Might Hurt a Bit”, com o cantor Michael Stipe, do R.E.M., que seria usada na trilha do filme Don Juan DeMarco, o que não aconteceu. A música acabou nunca sendo lançada.
A ideia para o terceiro álbum solo de Amos, Boys for Pele, surgiu do seu rompimento com Eric Rosse, pessoal e profissionalmente, depois de um relacionamento de sete anos. O álbum foi gravado em uma igreja irlandesa de County Wicklow, com Amos tirando vantagem do equipamento de gravação existente para criar um álbum repleto de influências barrocas e sonoridade e estilo sombrios. Ela adicionou cravo, harmônico e clave ao seu repertório, incluindo também elementos bem diferentes, como coral gospel, gaita de foles, sinos de igreja e programação de bateria.
O álbum ganhou uma coletânea de remixes junto com seu lançamento, em janeiro de 1996, com críticas positivas sobre sua intensidade única, enquanto outras lamentaram sua impenetrabilidade. Foi talvez o primeiro de um estilo no qual Amos parece trabalhar, em comparação à honestidade lírica e musical de Little Earthquakes, um interesse em versos opacos (frequentemente centrados em religião e mitologia) e um som mais sombrio e complexo. O conteúdo instável das letras das músicas parecia indecifrável para alguns fãs, e a instrumentação o manteve distante do público geral. Não obstante, Boys for Pele foi o lançamento simultâneo mais bem sucedido de Amos através do Atlântico, atingindo o segundo lugar na Billboard 200 e no UK Top 40, na época do seu lançamento, no auge da sua carreira.
Também em 1996, Amos criou o seu próprio selo musical, o Igloo, ligado à Atlantic Records. Seu primeiro contrato foi o da banda Pet, cuja vocalista era Lisa Papineau. O álbum de estreia com o título da banda, cuja produtora executiva foi Tori, incluía a música “Lil’ Boots”, que foi da trilha sonora do filme “O Corvo: A Cidade dos Anjos”. As vendas do disco foram baixas e o selo foi logo extinto.
Seguindo a turnê promocional, Amos fez um show para a televisão, chamado “The Concert for RAINN”, no começo de 1997, no dia nacional do RAINN. Durante o show, várias redes de TV a cabo e aberta transmitiram o anúncio de Amos sobre a organização. A música “Muhammad My Friend”, de Tori, foi interpretada como um dueto entre ela e seu amigo Maynard James Keenan, da banda Tool, durante esse show. O show também apresentou uma campanha que duraria até o fim do ano, em colaboração com a marca Calvin Klein, cujos lucros foram revertidos para a RAINN.

#### Abortos e Casamento (1996-99)
Durante a turnê de Boys for Pele, Amos e seu técnico de som, Mark Hawley, começaram um relacionamento, que resultou na gravidez dela. Inicialmente, ela planejara afastar-se dos holofotes e do estúdio de gravação no ano seguinte, para focar-se na sua gravidez e posterior maternidade. Entretanto, Amos sofreu um aborto dois dias antes do Natal de 1996, aos três meses de gravidez, mergulhando-a em um novo abismo emocional. Durante sua recuperação, em sua casa na Flórida, Amos inesperadamente começou a escrever novas músicas.
Ainda na Flórida, sofreu outro aborto, em maio de 1997, dessa vez no início da gravidez. Depois disso, retornou para Cornualha, Inglaterra, onde passou a morar junto com Hawley, em 1997. Eles transformaram o celeiro da nova casa em um estúdio artístico, Martian Engineering Studios, onde Amos passou a maior parte do ano gravando novas músicas. Depois de três álbuns repletos de música baseada no piano, Amos decidiu introduzir arranjos que expandiram consideravelmente seu som centrado nesse instrumento, incluindo elementos de música eletrônica, jazz, e alguns estilos de música dance, a maior parte desta possivelmente inspirada pelo sucesso mundial do remix de “Professional Widow”, de 1996.
Acompanhando o casamento de Amos e Hawley em 22 de fevereiro de 1998, a Atlantic lançou o quarto álbum solo de Tori, From the Choirgirl Hotel, em maio de 1998. Muitas das músicas do álbum (como “Playboy Mommy” e “Spark”) tratam dos seus dois abortos. As críticas foram favoráveis em sua maioria, elogiando a originalidade artística de Amos (foi escolhido como um dos melhores álbuns do ano pela Q Magazine). Seguindo a bem sucedida turnê do álbum, Amos decidiu fazer do seu próximo projeto um álbum duplo, contendo material ao vivo gravado na turnê, bem como b-sides, além de duas ou três composições inéditas. Inspirada pela busca dos fãs por b-sides remasterizados dos seus muitos trabalhos, Amos começou regravando clássicos como “Here, in my Head” e “Honey”, mas acabou improvisando novos versos, e, eventualmente, novas músicas. Assim, o projeto se transformou em um material duplo, contendo músicas ao vivo da turnê e um novo álbum de estúdio, que foi lançado em setembro de 1999 com o título To Venus and Back.
O álbum foi promovido por uma pequena turnê, a “Five and a Half Weeks Tour”, a qual Amos co-liderou com Alanis Morissette , começando um mês antes do lançamento de To Venus and Back. Uma turnê só de Tori, a “To Dallas and Back Tour”, também foi feita, mas os planos promocionais foram cancelados quando Amos sofreu seu terceiro aborto, de novo aos três meses, em 11 de novembro de 1999. Amos revelou mais tarde que a Atlantic permitiu a ela somente dois dias de recuperação, antes de lançá-la em uma agenda promocional enorme, uma razão que causou seu rompimento com o selo em 2002.

#### Mudanças pessoais e profissionais (2000-2005)
Depois de lançar dois álbuns e sair em duas turnês, numa sucessão rápida, Amos tirou um tempo da gravação e divulgação em 2000, para cuidar de outra gravidez. Amos tornou-se mãe, dando à luz a sua filha Natashya, em setembro de 2000. Inspirada pelas músicas que ouvia no rádio enquanto cuidava da sua filha na sua casa da Flórida, Amos teve a ideia de produzir um álbum de covers, gravando músicas escritas por homens sobre mulheres, colocando-as sob uma perspectiva feminina. Essa ideia se transformou no álbum Strange Little Girls, que foi lançado em setembro de 2001. Amos revelaria mais tarde, em sua biografia Piece by Piece, que um estímulo para o álbum foi terminar seu contrato com a Atlantic Records sem dar a eles novas músicas de sua autoria; Amos sentia que, desde 1998, o selo não a promovia apropriadamente, e a tinha presa num contrato que a exigia entregar mais três álbuns e uma coletânea de hits. Após o álbum duplo To Venus and Back, o álbum de covers cumpriu com suas obrigações contratuais com a Atlantic, antes do lançamento da coletânea. 
O álbum ganhou uma atenção especial da imprensa, assim como a arte de capa, que mostrava Amos fotografada como a personagem da mulher que ela retrata em cada música. Cada fotografia era acompanhada de um texto de Neil Gaiman.
Com seu contrato com a Atlantic cumprido, depois de 15 anos, Amos assinou com outro selo, a Sony/Epic, no começo de 2002. Em outubro, Amos lançou Scarlet’s Walk, seu primeiro álbum do novo selo.Descrito como um “romance rápido”, o álbum de 18 faixas provou ser um marco por várias razões. Estilisticamente, Amos colocou bateria e baixo na linha de frente, usando o piano mais como um acento do que um destaque. Tematicamente, o álbum explora o alter-ego de Amos, Scarlet, e sua viagem através do país em 2001, acompanhando o 11 de setembro. Através das músicas, Amos explora a história da América, o povo americano, a história dos nativos americanos. A natureza política do álbum é frequentemente temperada pela produção clássica e estilo de composição, lembrando Fleetwood Mac.
Depois de aproveitar seu maior sucesso comercial em cinco anos, com Scarlet’s Walk, Amos ainda devia à Atlantic uma coletânea com seus hits antigos. Já que tinha a opção de se envolver no projeto, Amos tomou um papel central na produção da coletânea. Em novembro de 2003, Tales of a Librarian foi lançado, o qual Amos descreveu como uma autobiografia rápida, cujo título é derivado do fato de ela não gostar do termo “greatest hits”. Amos revisitou a mixagem de muitas das suas músicas favoritas de sua carreira, focando-se naquelas que ela julgava não ter sido completamente realizadas nas gravações originais, e aquelas que ela sentia que explicavam sua história. Gravando sob a premissa de que o “livreiro” do título é um cronista, Amos fez o álbum aos pedaços, adicionando duas músicas inéditas, e duas b-sides. Nos termos do seu contrato com a Epic Records, Amos apareceu no filme O Sorriso de Mona Lisa, além de contribuir com duas músicas para a trilha sonora: “You Belong to Me” e “Murder, He Says”.
Amos recebeu notícias perturbadoras quando Polly Anthony retornou como presidente da Epic Records em 2003. Anthony tinha sido uma das razões principais de por que Tori tinha firmado contrato com o selo, e como resultado de sua resignação, Amos formou o Bridge Entertainment Group, uma empresa dedicada a ajudar músicos de várias maneiras, durante uma época de mudanças na indústria musical. O ano seguinte trouxe mais um problema para Amos, quando seu selo, a Sony/Epic, fundiu-se com a BMG Entertainment, como um resultado do declínio da gravadora. Amos revelaria mais tarde, em entrevistas, que durante a criação do álbum seguinte, os encarregados do selo adotaram o objetivo da BMG de fazer dinheiro como objetivo primordial.
Musicalmente inspirada pelo laço que criou com o som da banda que a seguiu em Scarlet’s Walk (formada por Matt Chamberlain e Jon Evans), seu próximo álbum, The Beekeeper, foi conceitualmente influenciado pela antiga arte de criação de abelhas, a qual ela considerou uma fonte de poder e inspiração femininos. Através de um estudo intenso, Amos também se envolveu nas histórias dos evangelhos Gnósticos, e da remoção da mulher de uma posição de poder dentro da Igreja Católica, para criar um álbum amplamente baseado em religião e política. Muitos fãs e críticos, entretanto, argumentam que esse conceito é um tanto confuso. A estreia do álbum em quinto lugar na Billboard Top 200, em fevereiro de 2005, é uma conquista para Amos, colocando-a num grupo privilegiado de cantoras que tem cinco ou mais álbuns no Top 10 americano em suas estreias.
Junto com o álbum, Amos lançou uma autobiografia, em co-autoria com a jornalista e crítica musical Ann Powers, intitulada Piece by Piece, em fevereiro de 2005. Ela mergulha profundamente no interesse de Tori em mitologia e religião, e explora seu processo de composição, bem como conta a história da sua entrada no mundo da fama. Mais tarde, no mesmo ano, Amos lançou uma série de bootlegs oficiais ao vivo, gravados durante sua turnê promocional de The Beekeper, já que os fãs estavam pagando por gravações de baixa qualidade. Um site foi criado, toriamosbootlegs.com, onde cópias digitais dos lançamentos estavam disponíveis. Em dezembro, todos os seis materiais duplos foram relançados como um box de 12 discos, intitulado The Original Bootlegs.

#### A consumação e o “pulo do navio”
Durante 2005, Amos negociou um contrato com o selo de republicações Rhino, da Warner Bros., para lançar compilações e reedições. O primeiro lançamento do contrato foi o DVD duplo Fade to Red: The Video Collection, em fevereiro de 2006, que continha a maioria dos clipes solo de Amos, bem como material dos bastidores e comentários. O contrato continuou em setembro de 2006 com o lançamento do box de cinco discos A Piano: The Collection, comemorando os 15 anos de carreira de Tori. O material inclui várias músicas dos álbuns, singles, remixes, mixes alternativos, demos, e várias músicas inéditas de sessões de álbuns. Embora o conteúdo desse material seja grande, muitos b-sides e raridades não aparecem na coletânea.
Em várias entrevistas, enquanto promovia A Piano, Amos revelou detalhes do seu nono álbum de estúdio. Sua natureza temática e os conceitos por trás dele foram revelados em uma entrevista no começo de 2007, com Amos declarando que estava “pulando de um navio” com relação ao seu trabalho anterior, e que A Piano consumava esse trabalho, sendo o fim de uma era. O álbum, gravado com novos microfones, pianos, e um teclado Yamaha CS80, foi lançado com o título American Doll Posse, em primeiro de maio de 2007, nos Estados Unidos. O “Posse”, um grupo de garotas que foram usadas como alter-egos no álbum, consistia em uma Amos em cinco disfarces. Junto com a turnê, Amos lançou a série Legs and Boots, shows completos da parte norte-americana da turnê de American Doll Posse, disponíveis para download. Um total de 27 shows foram gravados, como parte da série Legs and Boots.
Enquanto promovia American Doll Posse, em 2007, Amos revelou que está envolvida com o Royal Nathional Theatre, escrevendo a trilha sonora do musical The Light Princess, adaptação de Samuel Adamson da obra de George McDonald. Tori disse que o musical tinha estreia prevista para o outono de 2009.

## Discografia
| Ano  | Álbum                                   | EUA | Reino Unido | Austrália | Gravadora                        | Vendas Mundialmente |
| ---- | --------------------------------------- | --- | ----------- | --------- | -------------------------------- | ------------------- |
| 1988 | Y Kant Tori Read                        | -   | -           | -         | Atlantic                         | 11.000              |
| 1992 | Little Earthquakes                      | 54  | 14          | 14        | Atlantic/East West               | 5.100.000           |
| 1994 | Under the Pink e More Pink The B~Sides  | 12  | 1           | 5         | Atlantic/East West               | 3.500.000           |
| 1996 | Boys for Pele                           | 2   | 1           | 6         | Atlantic/East West               | 1.600.000           |
| 1998 | From the Choirgirl Hotel                | 5   | 6           | 8         | Atlantic/East West               | 1.500.000           |
| 1999 | To Venus and Back                       | 12  | 22          | 6         | Atlantic/East West               | 1.200.000           |
| 2001 | Strange Little Girls                    | 4   | 16          | 7         | Atlantic/East West               | 1.000.000           |
| 2002 | Scarlet's Walk                          | 7   | 26          | 20        | Epic/Sony                        | 1.500.000           |
| 2003 | Tales of a Librarian                    | 40  | 74          | 93        | Atlantic/East West               | 700.000             |
| 2004 | Welcome to Sunny Florida (DVD/CD Set) 1 | 2   | 1           | 20        | Epic/Sony                        | 500.000             |
| 2005 | The Beekeeper                           | 5   | 24          | 20        | Epic/Sony                        | 1.000.000           |
| 2005 | Tori Amos: iTunes Essentials            | N/A | N/A         | N/A       | iTunes (digital download apenas) | -                   |
| 2006 | A Piano: The Collection                 | N/A | N/A         | N/A       | Rhino                            |                     |
| 2007 | American Doll Posse                     | 5   | 50          | 20        | Epic/Sony                        | 1.000.000           |
| 2009 | Abnormally Attracted to Sin             | 9   | 20          | 28        | Universal                        | 650.000             |
| 2009 | Midwinter Graces                        | 66  | 97          | -         | Universal                        | 500.000             |
| 2011 | Night of Hunters                        | 24  | 27          | 42        | Deutsche Grammophon              | 750.000             |
| 2012 | Gold Dust                               |     |             |           | Deutsche Grammophon              |                     |
| 2014 | Unrepentant Geraldines                  |     |             |           |                                  |                     |
| 2017 | Native Invader                          |     |             |           |                                  |                     |
| 2021 | Ocean to Ocean                          |     |             |           |                                  |                     |
| 2025 | The Music of Tori and the Muses         |     |             |           |                                  |                     |